# Gahnia aristata
Gahnia aristata är en halvgräsart som beskrevs av George Bentham. Gahnia aristata ingår i släktet Gahnia och familjen halvgräs.
Artens utbredningsområde är Western Australia. Inga underarter finns listade i Catalogue of Life.